# Knoppblommossa
Knoppblommossa (Schistidium flexipile) är en bladmossart som först beskrevs av Broth., och fick sitt nu gällande namn av Albrecht Wilhelm Roth. Knoppblommossa ingår i släktet blommossor, och familjen Grimmiaceae. Enligt den finländska rödlistan är arten nära hotad i Finland. Arten är reproducerande i Sverige. Artens livsmiljö är solbelysta kalkstensklippor och kalkbrott.